# Клотно (усадьба лесничества)
Клотно (пол. Kłotno; до 31 декабря 2016 Клутно) — усадьба лесничества в гмине Барухово Влоцлавского повета Куявско-Поморского воеводства в центральной части севера Польши.

## История
В 1975-1998 годах деревня находилась в Влоцлавском воеводстве.